# Геметюбе
Геметюбе (кум. Геме-Тёбе, ног. Кеме-Тоьбе) — село в Бабаюртовском районе Дагестана. Центр сельского поселения «Сельсовет "Геметюбинский"».

## География
Расположено на кан. им. Дзержинского, в 10 км к востоку от села Бабаюрт.
Ближайшие населённые пункты: на севере — село Мужукай, на северо-востоке — село Новокаре, на юго-востоке — село Татаюрт, на юго-западе — кутан Чаландар, на западе — село Алимпашаюрт.

## История
Ногайцы проживают на Кумыкской равнине, начиная с первой половины XVII века. Сейчас ногайские поселения, включая Геметюбе, входят в основном в Бабаюртовский район. Геме-Тюбе был основан в 1862 г.

## Население
| 1889  | 1914  | 1926  | 1939 | 1959 | 1970  | 1989  |
| ----- | ----- | ----- | ---- | ---- | ----- | ----- |
| 600   | ↘368  | ↗395  | ↘378 | ↗601 | ↗1088 | ↗1096 |
| 2002  | 2010  | 2021  |      |      |       |       |
| ↗1477 | ↗1516 | ↗1561 |      |      |       |       |

По данным Всесоюзной переписи населения 1926 года:
| № | Национальность | Численность, чел. | Доля |
| - | -------------- | ----------------- | ---- |
| 1 | ногайцы        | 359               | 91 % |
| 2 | чеченцы        | 36                | 9 %  |

По данным Всероссийской переписи населения 2010 года:
| № | Национальность | Численность, чел. | Доля |
| - | -------------- | ----------------- | ---- |
| 1 | ногайцы        | 1467              | 97 % |
| 2 | другие         | 49                | 3 %  |